# Campanula forsythii
Campanula forsythii là loài thực vật có hoa trong họ Hoa chuông. Loài này được (Arcang.) Podlech mô tả khoa học đầu tiên năm 1965.